# 本條秀太郎
本條 秀太郎（ほんじょう ひでたろう）は、日本の民謡・端唄・俚奏楽・現代曲三味線の演奏者で、三味線音楽の作曲家である。茨城県潮来市に生まれる。本名は高田 新司。

## 経歴
三味線を篠塚みつ師に、長唄を稀音家芳枝師に、民謡を二代目大船繁三郎師、藤本琇丈師の両師に、小唄は田毎てる三師に師事。以後修学に勤め、1971年に本條流を創流。
流儀曲として三弦の持つ表現の自由闊達さに回帰し、時代時代に歌われてきた “小さなうた達”の断片をも復元再生し、自然発生的に歌い継がれてきた “うた”（自然民謡）、普遍的、民族的な躍動感や旋律をモティーフに、現代に伝統音楽として生まれた楽派「俚奏楽」を発表。
古典の枠に留まらず、様々なジャンルの音楽、奏者と共演し、数多くの国内外公演を行っている。26回を数える「本條秀太郎の会」を主催し、三味線音楽の興隆に力を尽くし、民謡・民俗芸能の発掘、採譜等、幅広い音楽活動を続けている。多年に渡り350曲におよぶ「端唄」を収集し、現在、アルバム制作中。1993年第1回「端唄～江戸を聞く～廓八景」（TOKYO FMホール） を皮切りに、全曲を唄う演奏会に取り組んでいる（2021年 43回開催）。
1989年には民謡の再生、モダン化への試みと、日本民謡を日本の民族音楽として定着させることをテーマにした細野晴臣プロデュース「ATAVUS（先祖帰り）」を公演。
1997年、シアトル・ロスアンゼルスにて日本舞踊アメリカ公演、2000年ベルリン・ラプチヒ・ワイマールにてドイツ公演「俚奏楽 俊寛」を作曲・演奏。
2002年、NHK教育テレビ、趣味悠々にて「和の楽しみ 本條秀太郎の三味線ちんちり連」を放送。
2008年、映画「シルク」（フランソワ・ジラール監督）演奏出演、邦楽アドバイザー。
2008・2009・2010・2013年、演劇界の鬼才 サイモン・マクバーニー演出「春琴」に出演・音楽担当。
2006・2007年、人形邦楽館「北越誌」、2009・2019年、邦楽ドラマ「松廼家おけい」－山本周五郎作『虚空遍歴』より（紀尾井小ホール）に出演、音楽担当。
2018年・2019年・2021年、由紀さおり特別公演「夢の花-䔍代という女-」に出演・音楽担当。
1968年よりNHK大河ドラマの邦楽指導。
ライフワークとして　俚奏楽、江戸端唄〜江戸を聞く〜、鄙哥−伝えゆく詩達−、  現代音楽三味線「Beads」の定期演奏。
2006年に淡交社より「本條秀太郎三味線語り」を出版。J-TRADとして現代に生きる音楽「現代民族歌謡」を作り、発表している。邦楽器を使った現代音楽の作曲活動・民族音楽とのコラボレーションを積極的に行い、「散華」「海照」「化転」「三弦」「回帰」「額田」、他に端唄・俚奏楽・日本のこもりうた・鄙哥のCD等を発表している。

## 俚奏楽（りそうがく）
俚奏楽とは、三味線音楽の源流をたずね、近世歌謡に影響を与えた三味線の役割を実践的に発展させ、現代的解釈と創造を加えた独自のジャンルです。
「伝承」という三味線音楽のひとつの枠から離れて、三味線歌謡成立期に民衆が持っていたであろうエネルギーやバイタリティを取り戻し、活力溢れる瑞々しい音楽を求めていきます。
そのためには、民族歌謡を過去の遺産としてとらえるだけではなく、現代に、また未来に生きる日本人の「こころ」の表出にまで高め、日本人の素朴な心暖まる抒情を一つのモティーフとし、自然に密着したリズム感と様式にこだわらない自由な音楽を創造することが必要であると考えます。
音楽の持つあらゆる表現と技法を駆使し、三味線音楽を中心とした日本音楽の奥底に流れる普遍的な日本人の心をとらえて、民族音楽としての日本歌謡の新たな創造を目指す———それが「俚奏楽」なのです。

## 肩書き・役職
- 日本音楽著作権協会正会員
- 日本民俗音楽学会会員
- 現代邦楽作曲家連盟会員
- 中国北京中央音楽学院客員教授
- 桐朋学園芸術短期大学別招聘教授歴任
- いばらき大使
- 水郷いたこ大使
- 財団法人日本民謡協会名誉教授
- 財団法人日本民謡協会名人位
- 日本民族歌謡継承発展協会代表
- 本條流家元
- 本條会会長

## 受賞・受章・栄典など
- 1983年：第4回松尾芸能賞民俗音楽優秀賞
- 1986年：第41回文化庁芸術祭音楽部門芸術祭賞
- 1991年：第46回文化庁芸術祭主催公演芸術祭賞
- 2004年：第54回文化庁芸術選奨文部科学大臣賞
- 2007年：紫綬褒章
- 2007年：（財）日本民謡協会「民謡名人位」受賞
- 2016年：平成28年度 茨城県表彰 「特別功労賞」 受賞
- 2023年：第74回NHK放送文化賞 受賞[1]

## 主要作品

### 俚奏楽
- 雪の山中（1969年）作詞・作曲：本條秀太郎
- ビードロ細工（1980年、作詞・作曲・構成：本條秀太郎）
- うき世道成寺（1985年、作詞：猿若清方　作曲：本條秀太郎）
- 雨の月（1988年、作詞：ふじ・なみ女　作曲：本條秀太郎　作調 鼓友緑）
- みちのく三番叟（1991年、作詞・作曲：本條秀太郎）
- はうた道成寺（1995年、作曲・補作詞・構成：本條秀太郎）
- 寿吉原俄 （1997年、作詞・作曲：本條秀太郎）
- 俊寛 （1997年、作詞：道葉 荻　作曲：本條秀太郎）

### テレビドラマ
音楽、邦楽監修、民謡指導、三味線指導など
- 春日局（1984年、NHK大河ドラマ）
- 花へんろ（1985年NHKドラマ人間模様）
- 但馬屋のお夏（1986年、NHKドラマ）
- 翔ぶが如く（1990年、NHK大河ドラマ）
- 雪（1994年、NHK正月ドラマ）
- 八代将軍吉宗（1995年、NHK大河ドラマ）
- あぐり（1997年、NHK連続テレビ小説）
- 毛利元就（1997年、NHK大河ドラマ）
- 新・半七捕物帳 第2話「湯屋の二階」（1997年、NHK）
- 元禄繚乱（1999年、NHK大河ドラマ）
- 新選組!（2004年、NHK大河ドラマ）
- 風林火山（2007年、NHK大河ドラマ）
- 篤姫（2008年、NHK大河ドラマ）
- 天地人（2009年、NHK大河ドラマ）
- 坂の上の雲（2009年、NHKスペシャルドラマ）
- 龍馬伝（2010年、NHK大河ドラマ）
- 隠密八百八町（2011年、NHK土曜時代劇）
- 八重の桜（2013年、NHK大河ドラマ）
- 大富豪同心（2019年、NHK BS時代劇）
- 大富豪同心 弍（2021年、NHK BS時代劇）

### 舞台
- 孤愁の岸 （1983年）- 主演：森繁久彌
- 劇団四季オリジナル・ミュージカル「ユタ」（1984年）-演出：浅利慶太、作：梶賀千鶴子
- ハムレット （1993年・1996年）- 主催：パナソニックグローブ座
- 北越詩 （2006年・2007年）- 共演：藤村志保
- ミュージカル「蝶々さん」（2007年） - 主演：島田歌穂
- 松廼家おけい（2009年） - 共演：十朱幸代
- 春琴（2008年・2009年・2010年・2013年） - 演出：サイモン・マクバーニー、共演：深津絵里
- 夢の花 -䔍代という女 - （2018年・2019年・2021年）- 共演：由紀さおり
- 松廼家おけい （2019年） - 共演：山本陽子

### 映画
- はなれ瞽女おりん（監督：篠田正浩、1977年）- 邦楽担当
- 上方苦界草紙（1991年）- 音楽担当
- 寝ずの番（2006年） - 三味線指導・演奏
- 次郎長三国志（監督：津川雅彦、2008年）- 三味線指導・演奏
- シルク（監督：フランゾワ・ジラール、2008年）- 演奏出演・邦楽アドバイザー
- 小梅姐さん（2008年） - 音楽担当

### その他
- 国民文化際 鳥取県（2002年）- 舞踊曲 俚奏楽「宙衣」作曲、演奏
- 国民文化祭 茨城県（2008年）- オープニングテーマ「防人」作曲演奏。「潮来市郷土芸能の祭典」総合プロデュース
- とやま舞台芸術祭 富山県（2008年）- 舞踊曲 俚奏楽「越中まんだら遙望」作曲、演奏

## ディスコグラフィー・出版

### 端唄
- 江戸室内歌曲（一）「端唄」
- 江戸室内歌曲（二）「夢占」
- 江戸室内歌曲（三）「面影」
- 江戸室内歌曲（四）「雪」
- 江戸室内歌曲（五）「懸想文」

### 俚奏楽
- 雪の山中　みちのく三番叟
- 雨の月　寿吉原俄
- 軒の燈籠　隅田の流れ　うき世道成寺
- 俊寛

### 器楽曲（現代曲）
- 散華
- 三弦（よしこの情歌、鞍馬の恋唄、誦、秋田にかた節によせて）

### 舞踊曲
- 舞踊小品集

### 現代民族歌謡
- 額田
- 回帰
- 海照

### 日本のこもりうた
- 日本のこもりうたVol.1
- 日本のこもりうたVol.2

### 鄙哥（民謡）
- 鄙哥 弌
- 鄙哥 弍

### 書籍
- 和の楽しみ本條秀太郎の三味線　ちんちり連（ＮＨＫ趣味悠々）
- 三味線語り（出版：淡交社）